# Ferrari F50
Ferrari F50 är en supersportbil, tillverkad av den italienska biltillverkaren Ferrari mellan 1995 och 1997.

## F50
Ferrari F50 presenterades på Internationella bilsalongen i Genève 1995. Den togs fram för att fira Ferraris 50-årsjubileum och ersatte Ferrari F40 som företagets toppmodell.
Ferrari F50 beskrevs av Ferrari själva som en formel 1-bil för allmän väg och mycket av tekniken hämtades från företagets formel 1-bilar. Chassit bestod av en sittbrunn i kolfiber som även bar upp främre hjulupphängningen. Motorn bultades direkt mot sittbrunnen och bar även upp växellådan och bakre hjulupphängningen. Hjulupphängningen hade horisontellt liggande skruvfjädrar och stötdämpare som överförde fjädringsrörelsen till tvärlänkarna vid hjulen via stötstänger. Den tolvcylindriga motorn med fem ventiler per cylinder hämtades från 1991 års formel 1-bil Ferrari 642.
Karossen var även den byggd i kolfiber och hade en stor fast spoiler bak. Taket bestod av en avtagbar hardtop, så att kunden fick chansen att köra öppet för ännu mer formelbilskänsla.
Ferrari meddelade att man planerade att tillverkad 349 exemplar, vilket var avsiktligt en mindre än vad man räknade med att kunna sälja. Ytterligare en bil byggdes dock, men den gick direkt till företagets museum.

## F50 GT
Ferrari F40 var populär i sportvagnsracingserien BPR Global GT Series (BPR), men den daterade konstruktionen var inte konkurrenskraftig. Ferrari planerade därför att ta fram en tävlingsversion av F50:n kallad Ferrari F50 GT. GT-modellen fick kraftigare hjullupphängning och bromsar av kolfiber. Motorn trimmades till 750 hk. Vid ett test på Fiorano-banan visade det sig att bilen var snabbare än sportvagnsprototypen 333SP. Men inför säsongen 1997 efterträddes BPR av FIA GT. FIA öppnade nu GT1-klassen för specialbyggda tävlingsbilar som Mercedes-Benz CLK GTR och Porsche 911 GT1. Ferrari avbröt då F50 GT-projektet och fortsatte fokusera på formel 1.

## Tekniska data
| Tekniska data         | F50                                                                   |
| --------------------- | --------------------------------------------------------------------- |
| Motor:                | Mittmonterad 65° 12-cylindrig V-motor                                 |
| Cylindervolym:        | 4699 cm³                                                              |
| Borrning x slaglängd: | 85,0 x 71,0 mm                                                        |
| Kompression:          | 11,3:1                                                                |
| Max effekt:           | 520 hk vid 8 500 v/min                                                |
| Max vridmoment:       | 471 Nm vid 6 500 v/min                                                |
| Ventilstyrning:       | Dubbla överliggande kamaxlar per cylinderrad, 5 ventiler per cylinder |
| Bränslesystem:        | Bosch bränsleinsprutning                                              |
| Växellåda:            | 6-växlad manuell                                                      |
| Hjulupphängning:      | Dubbla tvärlänkar, horisontellt liggande skruvfjädrar                 |
| Bromsar:              | Hydrauliska skivbromsar                                               |
| Chassi & kaross:      | Självbärande kolfibermonocoque                                        |
| Hjulbas:              | 258 cm                                                                |
| L x B x H:            | 448 x 199 x 112 cm                                                    |
| Torrvikt:             | 1230 kg                                                               |
| Acc. 0–100 km/h:      | 3,9 s                                                                 |
| Toppfart:             | 325 km/h                                                              |